# Banchory
Banchory (gaélico escocés: Beannchar, 'blessed place') es una localidad en Aberdeenshire, Escocia, aproximadamente a 18 millas al oeste de Aberdeen, cerca a la confluencia del Río Feugh con el Río Dee.

## Panorama
Se piensa que el nombre deriva del primer asentamiento cristiano fundado por San Ternan, quien fue discípulo de San Ninian. El fundó un colegio a orillas del Río Dee para la enseñanza del Cristianismo y agricultura a los nativos Picts. El pueblo fue llamado Banchory Ternan hasta la década de los setenta. 
Banchory es el pueblo más grande de la zona y posee una Calle Principal, teniendo un gran número de hoteles y restaurantes incluyendo el Hotel Stag, Bar Scott Skinners Bar y Restaurant, el Burnett Arms, y el Douglas Arms. Las tiendas incluyen librerías, casas de deportes y farmacias. Desde los años setente, el pueblo ha crecido paulatinamente. Desde el 2001 se produjo una rápida expansión, donde el área de bosques 'the Hill of Banchory', propiedad de la Familia Burnett (dueños del Castillo Crathes), al noreste del pueblo ha sido reemplazado por un conjunto habitacional con el influjo de nuevos residentes. La escuela primaria "The Hill of Banchory" fue abierta en el 2006 para atender el incremento de población.

## Templos
Existen varias iglesias en Banchory, incluyendo los templos de la Iglesia de Escocia: la Iglesia Oriental Banchory Ternan en la Calle Station y la Iglesia Occidental Banchory Ternan en la Calle Principal. Hay un pequeño templo de la Iglesia Episcopal de St Ternan también en la Calle Principal (High Street), fundada en 1851 y un templo católico, Iglesia de San Columba, al oeste finalizando la Calle Principal. La Iglesia de los Apóstoles de Cristo de Banchory tiene un templo sin denominación al este de Banchory.

## Turismo y cultura
Banchory es un destino turístico como puerta de entrada a la Real Deeside.